# Kabupaten Nduga
Kabupaten Nduga (engelska: Nduga Regency) är ett kabupaten i Indonesien.   Det ligger i provinsen Papua, i den östra delen av landet, 3 500 km öster om huvudstaden Jakarta. Antalet invånare är 79 053. Arean är 2 168 kvadratkilometer.
Terrängen i Kabupaten Nduga är bergig norrut, men söderut är den kuperad.